# دابلین (کارولینای شمالی)
دابلین (به انگلیسی: Dublin) شهری در ایالت کارولینای شمالی کشور ایالات متحده آمریکا است که جمعیت آن در سرشماری سال ۲۰۱۰ میلادی، ۳۳۸ نفر بوده‌است.